# Amir Drori
Amir Drori (hebrejsky: אמיר דרורי, ‎5. srpna 1937 – 12. března 2005) byl izraelský generál, který během své vojenské kariéry velel brigádě Golani, Severnímu velitelství a nakonec se stal zástupcem náčelníka Generálního štábu. Po odchodu z armády působil jako ředitel odboru památek na ministerstvu školství, který transformoval a rozšířil v Izraelský památkový úřad, jehož se stal prvním ředitelem.

## Vojenská kariéra
Narodil se v Tel Avivu ještě za dob britské mandátní Palestiny a absolvoval přípravnou důstojnickou školu izraelské armády v Haifě. Do armády vstoupil v roce 1955 a stal se příslušníkem pěchotní brigády Golani. Během sinajské války v roce 1956 vedl demoliční tým a zúčastnil se bojů v Rafě a na Sinaji. O čtyři roky později mu byla udělena medaile Za odvahu za udatnost při izraelském úderu na syrskou vesnici Tawafiq.
Během šestidenní války v roce 1967 sloužil jako zástupce velitele 51. praporu brigády Golani a zúčastnil se bojů o Golanské výšiny. Během následné opotřebovací válce velel 13. praporu brigády a zúčastnil se bojů na Golanských výšinách, v Bejtše'anském údolí, Jordánském údolí a podél Suezského průplavu. V letech 1970 až 1972 sloužil jako velitel operací Jižního velitelství, kterému tehdy velel Ariel Šaron.
V roce 1972 mu bylo svěřeno velení brigády Golani, kterou o rok později vedl během intenzivních bojů jomkipurské války. Brigáda se podílela na snahách o zastavení syrského postupu na Golanských výšinách, bojích o horu Hermon a na následném izraelském protiútoku v Sýrii. Během třetí bitvy o horu Hermon byl raněn a do vedení brigády se vrátil v průběhu bojů předcházejícím konečné dohody o odpoutání z května 1974.
V roce 1976 byl jmenován velitelem 36. obrněné divize. Rok nato byl povýšen do hodnosti generála (Aluf) a jmenován vedoucím operačního oddělení na operačním ředitelství armády. Následně mu bylo svěřeno oddělení odpovědné za výcvik a v roce 1981 se stal velitelem Severního velitelství. Sehrál významnou roli v první libanonské válce v roce 1982 a dovedl izraelská vojska k Bejrútu (po bojích se syrskou armádou a Organizací pro osvobození Palestiny). Stal se jedním z izraelských vysokých vojenských představitelů vyšetřovaných Kahanovou komisí po masakru v Sabře a Šatíle. Podle francouzského spisovatele Luca Rosenzweiga komise vyzvala Droriho k odstoupení, zatímco podle historika Howarda Sachara požadovala jeho okamžité propuštění. Na základě jiných zdrojů však komise nevydala ve vztahu k Drorimu žádné doporučení. V čele Severního velitelství následně stál do prosince 1983 (podle Sachara byl propuštěn) a následně odjel na studijní cestu do Spojených států.
Do Izraele se vrátil v roce 1984, kdy byl pověřen velením pozemních sil. Později stanul v čele operačního ředitelství a v říjnu 1986 se stal zástupcem náčelníka Generálního štábu. Armádu opustil o dva roky později, když neuspěl v získání postu náčelníka Generálního štábu.

## Civilní kariéra

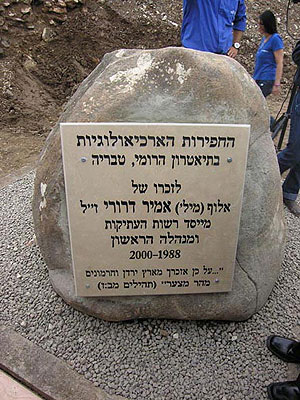
Pamětní plaketa na archeologickém nalezišti v Tiberiadě

V letech 1961 až 1964 studoval archeologii na Hebrejské univerzitě v Jeruzalémě a zúčastnil se řady archeologických vykopávek, včetně té Jigaela Jadina na Masadě. Po odchodu z izraelské armády byl jmenován ředitelem odboru památek na ministerstvu školství. Pod jeho vedením bylo oddělení rozšířeno, restrukturalizováno a v roce 1990 přeměněno na Izraelský památkový úřad, jehož se stal prvním ředitelem.
Jeho působení v čele památkového úřadu bylo poznamenáno konflikty s ultraortodoxními charedim, kteří považovali archeologické průzkumy v místech možných pohřebišť za urážku judaismu. Ultraortodoxní politické strany opakovaně požadovaly jeho propuštění, přičemž dokonce vyhrožovaly odchodem z vládní koalice, pokud jim nebude svěřena kontrola nad vykopávkami hrobů. Drori občas dostával výhrůžky a měl se stát i cílem kabalistického obřadu Pulsa diNura, jehož cílem má být přivodit smrt jiné osoby. Na svoji funkci nakonec rezignoval v roce 2000.
Zemřel 12. května 2005 poté, co utrpěl infarkt myokardu během turistického výletu v Negevské poušti. Na jeho počest nese jeho jméno archeologické naleziště u římského divadla v Tiberiadě.